# 3518 Florena
3518 Florena eller 1977 QC4 är en asteroid i huvudbältet som upptäcktes den 18 augusti 1977 av den rysk-sovjetiske astronomen Nikolaj Tjernych vid Krims astrofysiska observatorium på Krim. Den har fått sitt namn efter Pavel Florenskij och hans son Kirill Florenskij.
Asteroiden har en diameter på ungefär 8 kilometer och den tillhör asteroidgruppen Eunomia.